# Derek Jeter
Derek Sanderson Jeter (Pequannock, Nueva Jersey; 26 de junio de 1974) es un ex jugador profesional de béisbol estadounidense. Jugó en la posición de campocorto y desarrolló toda su carrera en los New York Yankees de las Grandes Ligas de Béisbol (MLB).

## Biografía
Jeter nació en el Municipio de Pequannock, New Jersey, el 26 de junio de 1974, hijo de la contable Dorothy (de soltera Connors) y del consejero de abuso de sustancias Sanderson Charles Jeter. Su madre es de ascendencia inglesa, alemana e irlandesa, mientras que su padre es afroamericano. Se conocieron mientras servían en el Ejército de los Estados Unidos en Alemania. De niño, los padres de Jeter le hacían firmar un contrato cada año donde figuraba lo que consideraban un comportamiento aceptable o inaceptable. Dorothy le inculcó valores de positivismo, insistiendo en la prohibición del uso de la frase "no se puede". Su hermana Sharlee fue jugadora estrella de Softball en la secundaria, mientras su padre jugó béisbol para la Universidad de Fisk en Tennessee en la posición de campocorto.
Jeter vivió en New Jersey hasta los 4 años de edad, luego se mudó con su familia a Kalamazoo, Míchigan donde permaneció junto a su familia durante las temporadas escolares y los veranos en casa de sus abuelos en New Jersey, quienes le llevaban regularmente a los juegos de los Yankees de New York. Durante esa época Jeter se convirtió en un fan apasionado del equipo observando al jardinero Dave Winfield quien le inspiró a perseguir su carrera en el béisbol.
Jeter asistió a la Escuela Central de Kalamazoo, donde jugó basketballl y béisbol; fue en este último deporte donde Jeter destacó como bateador con un promedio de (.577) en categorías infantiles y (.508) en las juveniles. En su último año bateó para un average de (.508) con 23 carreras impulsadas, 21 boletos, 4 HR y un OBP de (.637) así como (.831) de SLG, 12 bases robadas (en 12 intentos) y tan solo un ponche.
Gracias a estos números, Jeter recibió distintos honores. Estos incluyeron una mención honorífica como el mejor jugador de secundaria del estado de Míchigan; Jugador del año 1992 según la Asociación Americana de Coaches; Jugador Juvenil del año para USA Today; y el Premio "Gatorade High School Player of the Year" 1992, entre otros. Jeter obtuvo una beca de béisbol para asistir a la Universidad de Michigan y jugar al béisbol universitario para los Wolverines de Michigan.

## Trayectoria
El cazatalentos de los Astros de Houston, Hal Newhouser, había estado evaluando a Jeter antes del draft de la MLB de 1992 dónde los Astros tenían la primera elección, estaba convencido de que Jeter ayudaría a construir un equipo ganador e intentó convencer a la gerencia del equipo para seleccionarle. Sin embargo, los Astros temían que Jeter exigiera unas condiciones de salario de al menos un millón de dólares, para abstenerse de continuar con su beca con la Universidad de Míchigan en detrimento de un contrato profesional. Por consiguiente, los Astros eligieron en su lugar al jardinero Phil Nevin quien firmó para Houston por (700.000) dólares. Newhouser consideraba tan alto el potencial de Jeter que renunció a los Astros en protesta por haber ignorado su consejo. El tiempo le daría la razón, a lo equivocados que estuvieron los dirigentes de los Astros de Houston.
El scout de los Yankees Dick Grouch, quien observó de cerca a Jeter durante el juego de estrellas de la Universidad de Míchigan, también vio en él grandes posibilidades; sin embargo, a los Yankees también les preocupaba que Jeter exigiera unas condiciones de contrato elevadas por las mismas razones. No obstante, Grouch logró convencerlos con el argumento de que "al único sitio donde realmente irá Jeter es a Cooperstown", refiriéndose al hogar del Salón de la Fama del Béisbol. Las siguientes opciones del draft eran Paul Shuey, B.J. Wallace (quien nunca jugó en las Ligas Mayores), Jeffrey Hammonds, y Chad Mottola. Los Yankees eligieron a Jeter en la 6ª ronda del Draft firmando un contrato por (800.000) dólares.

### Ligas menores
Derek Jeter jugó un total de 5 temporadas en las Ligas Menores, conocida en ese momento como la National Association of Professional Baseball Leagues (NAPBL). Empezó la temporada 1992 con los Gulf Coast Yankees con base en Tampa, Florida. En su primer juego como profesional, se fue de 0-7 al bate (5 de ellos ponches). Jeter continuó su lucha durante el resto de la temporada bateando un promedio de .202 en 47 juegos. El mánager Gary Denbo le confinó a la banca durante el último juego de la temporada para asegurarse que su promedio de bateo no disminuyera de .200, conocido en el béisbol como la Línea Mendoza provocándo una gran frustración en su primer año como profesional.
Los Yankees, ascendieron a Jeter a los Greensboro Hornets, (Avispones) equipo perteneciente a la Liga Sudatlántica clase A (SAL). Bateó un promedio de (.247) en sus primeros 11 juegos con Grensboro y tuvo problemas defensivos cometiendo 9 errores en 48 oportunidades. Jorge Posada y Andy Pettite, quienes jugaban en los Hornets esa temporada, cuestionaron las altas expectativas que le rodeaban aunque reconocieron su talento y elegancia. Irónicamente ambos serían compañeros de Jeter en el futuro, con el equipo grande de los Yankees de Nueva York.
Jeter se enfocó durante el parón de temporada en mejorar su fildeo, Baseball America lo rankeó dentro de los 100 prospectos de béisbol anteriores a la temporada 1993 en el puesto 44. En su retorno a los Hornets en 1993, su primera temporada en pleno, Jeter bateó un promedio de .295, 5 HR, 71 RBI y 18 Bases robadas. Acabó segundo en triples (11), tercero en imparables (152) y decimoprimero en promedio de bateo, fue nombrado el mejor jugador del All Star Game (Juego de Estrellas) de la postemporada; sin embargo, también dejó el récord de más errores (56). A pesar de esto fue votado como el mejor campocorto defensivo, Jugador Más Excitante y Mejor Brazo para un Infield por Baseball America.
En su retorno en la temporada 1993, Baseball America le clasificó como decimosexto mejor prospecto para las Grandes Ligas. Jeter jugó para los Tampa Yankees en la Clase A (FLS), Albany-Colonie Yankees de la liga AA, y en los Columbus Clippers en la clase AAA durante la temporada 1994, la principal sucursal de los Yankees, combinando un promedio de (.344), 5 HR, 68 RBI y 50 Bases robadas. Se le honró como el mejor jugador de las ligas menores por Baseball America, The Sports News, USA Today, y Topps/NAPBL. También fue el Jugador Más Valioso de la FSL.
Considerado el cuarto mejor prospecto por Baseball America en 1995, los Yankees le incluyeron como su campocorto titular. Sin embargo, sufrió una ligera inflamación en su hombro derecho en la Arizona Fall League antes de acabar la temporada regular de 1994. Como precaución, los Yankees firmaron a Tony Fernández por 2 años. Con Fernández como titular, el equipo decidió asignar a Jeter a la liga AAA un tiempo más.

#### New York Yankees (1995–2014)

##### 1995: Debut con los Yankees
En el inicio de la temporada de 1995, Fernández y el infielder Pat Kelly estaban lesionados. Por lo que, Jeter hizo su debut el 29 de mayo de 1995, siendo asignado con el número 2 en su uniforme, el cual anteriormente había sido utilizado por Mike Gallego de 1992 a 1994, uno de los dos únicos dígitos que estaban disponibles en ese tiempo. Bateando como noveno dio menos de cinco hits y tuvo 11 ponches. Al día siguiente, inicio dando sus primeros 2 imparables y anotó sus primeras 2 carreras. Bateó .250 y cometió 2 errores en 13 juegos antes que fuera enviado a triple A con el equipo de Columbus. Fernández reemplazó a Jetter en el campocorto. Los Yankees avanzaron en la postemporada en 1995. Jeter viajó con el equipo durante 1995 en las Series de División de la Liga Americana, dado que él no estaba activo en el róster. Los Yankees perdieron ante los Marineros de Seattle.
Después de que Fernández bateara solo para .245, y apareciera en solo 108 juegos debido a las lesiones en 1995, nuevamente el mánager de los Yankees, Joe Torre, le dio la titularidad a Jeter en el campocorto para la temporada de 1996, y le indicó que no debía bajar su promedio de bateo de .250 y que dependiera de su defensiva. El dueño de los Yankees, George Steinbrenner, no estaba muy convencido. Clyde King, un observador de Steinbrenner, vió a Jeter por dos días en el entrenamiento de primavera de 1996, quedando muy impresionado dado que Jeter ya estaba listo. Pero para proveer a un buen shorstop después de la lesión de Fernández, Steinbrenner aprovechó un trato en el cual mandaría al pitcher Mariano Rivera a los Marineros de Seattle por el shorstop Félix Fermín, pero Michael, quién era el vicepresidente de los scouts (buscadores de talentos), y el asistente del gerente general Brian Cashman convencieron a Steinbrenner en darle a Jeter una oportunidad.

##### 1996: Novato del Año y primer título de la Serie Mundial
En 1996, Derek Jeter es subido al equipo grande en la posición de shortstop, mostrando en esa campaña, las cualidades que se le había observado desde su formación en los equipos de Ligas Menores. Dadas estas características que mostró en su juego, es ganador del galardón Novato del Año de la Liga Americana en 1996. 
Rankeado como el sexto mejor prospecto en el béisbol por Baseball America, comenzó en la temporada de 1996, en el día de inauguración, siendo el primer Yankee novato en iniciar como shorstop del equipo desde Tom Tresh en 1962. Dio su primer hit en casa ese día. Con su velocidad y su habilidad para realizar el hit and run, Jeter sirvió como un complemento para el líder hitero Tim Raines dado que bateaba en el noveno en el orden. Jeter tuvo un extraordinaria temporada como novato, superando las expectativas de Joe Torre, con un promedio de bateo de .314,, con 10 jonrones, 104 carreras anotadas y 78 carreras producidas. Recibió todos los 28 votos para la elección de Novato del Año de la Liga Americana, siendo Jetter el quinto elegido en forma unánime en los 50 años de historia en que se otorga este premio.
Los Yankees llegaron a la postemporada de 1996 y Joe Torre mantuvo a Jeter en el lineup por su fuerte desempeño. Durante el primer juego de 1996 de la serie por el Campeonato de la Liga Americana, los Yankees le ganaron a los Orioles de Baltimore 4-3 en el octavo inning cuando Jetter dio un elevado de hit cayendo la pelota en el jardín izquierdo pero fue dada de jonrón después por los ampayers cuando el aficionado de 12 años de edad Jeffrey Maier tomó la pelota sobre la pared y la capturó. La pelota todavía estaba en juego (viva) si Maier no la hubiera capturado e inclusive pudo haber sido capturada por Tony Tarasco, ya que este jonrón "pastoso" como se le llamó, empató el juego. Este fue el primer jonrón de Jeter en su carrera en postemporada. Los Yankees ganaron el juego y eliminaron a los Orioles en cinco juegos. Jeter bateo .361 en la postemporada de 1996, ayudando a la ofensiva de los Yankees con Bernie Williams, Wade "Comepollos" Boggs, Paul O'Neill y Tino Martínez. Los Yankees derrotaron a los Bravos de Atlanta en la Serie Mundial de 1996 al ganar su primera Serie Mundial desde 1978.
Siguiendo su campaña de novato del año, Jeter encabezó a un nuevo grupo considerado de nuevas características para los shortstops, como Alex Rodríguez y Nomar Garciaparra, en comparación con las carreras de los viejos shorstop como Cal Ripken Jr., Barry Larkin, Ozzie "El Mago" Smith, Alan Trammel, cuyas carreras estaban por concluir. Rodríguez, que fue el primero en ser seleccionado en el draft de las Ligas Mayores en 1993 fue el primero que tuvo contacto con Jeter acerca de su experiencia de estar en el pico de la selección. Los dos son amigos cuya amistad se extendío con los Yankees de Nueva York, y como comentaría el columnista del New York Times Jack Curry: tiene una intimidad aunque ambos tiene perfiles opuestos. Rodríguez describe a Jeter como "parece mi hermano" estando ellos en el campo de los adversarios.

##### 1997
Jeter y los Yankees acordaron 540 mil dólares en su contrato por un bono de desempeño. Siendo el líder de los Yankees, Jeter bateó .291 con 10 jonrones, 70 carreras producidas, 116 carreras anotadas y 190 hits. Dio dos jonrones durante la Serie Divisional de la Liga Americana en 1997, la cual fue perdida por los Yankees, siendo derrotados por los Indios de Cleveland tres juegos a dos.

##### 1998: Primer All-Star
Ese año, Jeter fue seleccionado para su primer Juego de Estrellas. En la temporada regular, bateó para .324 líder en la Liga en carreras con 127, 19 jonrones y 84 carreras producidas para un equipo que ganó 114 juegos en una temporada y es considerado como uno de los grandes equipos de todos los tiempos. En los playoffs, Jeter dio un hit y bateó para .176 en la serie divisional y de campeonato de la Liga Nacional de 1998, pero bateó .353 en la Serie Mundial, cuando los Yankees derrotaron a los Padres de San Diego en cuatro juegos. Al terminar la temporada, Jeter finalizó tercero en la votación de Jugador Más Valioso.

##### 1999
Elegible para arbitraje salarial por primera vez en la temporada de 1999, donde dicho arbitraje le garantizaba un salario de 5 millones de dólares por temporada, porque Jeter era el líder en la Liga Americana en hits con 219, mientras finalizaba segundo en la Liga en el porcentaje de bateo con .349 y en carreras anotadas con 134, apareciendo en su segundo Juego de Estrellas ese año. Sus números totales en esa temporada en porcentaje de bateo promediando carreras, hits, carreras producidas, triples (9), dobles (37), jonrones (24), slugging (.553) y OBP (.438) son todos ellos personales. Jeter, quien ocupó la tercera posición en el orden de bateo, también impulsó 102 carreras, siendo el segundo shortstop de los Yankees en hacerlo, siguiendo a Lyn Lary's con 107 carreras producidas en 1931. En la postemporada Jeter bateó .455 en la Series de División y .350 en la Serie de Campeonato de la Liga Americana y de .353 en la Serie Mundial, cuando los Yankees derrotaron a los Bravos de Atlanta para ganar otro campeonato, el tercero para Jeter.
Durante el fin de la temporada de 1999-2000, los Yankees negociaron con Jeter, tentativamente una extensión de contrato por siete años y un pago de 118.5 millones de dólares. Steinbrenner dueño de los Yankees, no quería tener el récord de un contrato tan largo y retrasó la respuesta, mientras que Juan "Igor" González y los Tigres de Detroit, negociaron un contrato por ocho años y 143 millones de dólares en su extensión de contrato. Como no había sensibilidad por ambas partes, eligió el arbitraje salarial quedando establecido que Jeter y los Yankees de Nueva York firmarían contrato por un año y 10 millones de dólares.

##### 2000: MVP de la Serie Mundial
Jetter era el mejor bateador del equipo con .339 en la temporada regular del 2000, agregando 15 jonronres, 73 carreras producidas, 119 carretas anotadas y 22 bases robadas. En el Juego de Estrellas del 2000, el dio tres hits incluyendo un doble que le dio a su equipo la victoria. Su desempeño le valió el ser ganador como el Mas Valioso del Juego de Estrellas, siendo la primera vez que un Yankee ganaba este premio. Durante la postemporada el bateó para .211 en la Serie de División, pero mejoró con .318 en la Serie de Campeonato de la Liga Americana contra los Marineros de Seattle y bateó para .409 en la Serie Mundial contra los Mets de Nueva York. Jeter dio dos jonrones, un triple y dos dobles en la Serie Mundial, incluyendo un jonrón en la primera pitchada del juego número cuatro y un triple más tarde en el tercer inning. Su jonrón en el juego número cinco, empató el juego y extendió su racha de bateo en la Serie Mundial a 14 juegos. Los Yankees derrotaron a los Mets en cinco juegos para su tercer título consecutivo y cuarto en los primeros cinco temporadas completas de Jeter. Ganó el premio de Jugador Más Valioso de la Serie Mundial, siendo el único jugador en ganar el Mas Valioso en el Juego de Estrellas y el Mas Valioso en la Serie Mundial, en la misma temporada.
Con un año para elegir la agencia libre, Jeter firmó un contrato de diez años por 189 millones de dólares antes de la temporada del 2001 con los Yankees. Alex Rodríguez había firmado un contrato por 10 años y 252 millones de dólares con los Rangers de Texas en el inicio del final de la temporada, dando una marca en las negociaciones de Jeter en donde fue el atleta segundo mejor pagado en todos los deportes incluido carreras de autos, detrás solo de Rodríguez. Los 18.9 millones de dólares en promedio anual fue el contrato de Jeter, siendo el tercero más alto en el béisbol, detrás de Alex Rodríguez (25.3 millones de dólares) y Manny Ramírez (20 millones de dólares).

##### 2001
En el 2001, Jeter tuvo otra fuerte temporada de bateo con .311 con 21 jonrones, 74 carreras producidas, 110 carreras anotadas y 27 bases robadas, siendo su cuarta aparición en el Juego de Estrellas. Jeter tuvo una notable asistencia defensiva en el juego tres del 2001 en su Serie Divisional de la Liga Americana contra los Atléticos de Oakland. Con Jeremy Giambi en la primera base, El right fielder de Oakland Terrence Long dio un hit doble al pitcher de los Yankees Mike Mussina hacia la esquina del jardín derecho. Como Giambi daba la vuelta en la tercera base para el jom, el jardinero de los Yankees Shane Spencer tomo la pelota y realizó un salvaje lanzamiento que perdió Tino Martínez dirigiéndose la pelota hacia la línea de la primera base. Jeter corrió del shortstop para agarrar la pelota y enviarla al cácher Jorge Posada, que la atrapó haciendo out a Giambi al tocarlo en las piernas antes que cruzara el home, preservando a los Yankees la ventaja de una carrera que tenían. Con rápida eliminación, los Yankees ganaron el juego y se llevaron la serie. El juego conocido como "Flip" (escurridizo) fue más tarde votado dentro de las 10 jugadas más sorprendentes en los juegos de Béisbol de todos los tiempos y ganando en el 2002 como la Mejor Jugada y obteniendo el premio Play ESPY.
Jeter chateó con el Presidente George W. Bush antes del juego número 3 de la Serie Mundial del 2001 como resultado de los ataques terroristas del 11 de septiembre, cuando el inicio del playoff fue diferido y la temporada finalizó en forma inusual en octubre. Los Yankees avanzaron en la Serie Mundial del 2001 a verse las caras con los Arizona Diamondbacks. El juego número 4 marcó la primera vez que un juego de no exhibición de las Ligas Mayores de Béisbol se jugaba en el mes de noviembre. En extra innings, Jeter dio un jonrón para ganar el partido e impulsando la carrera ganadora al pitcher Byung-Hyun Kim. Las palabras "Mr. November (Señor noviembre) aparecieron en la pizarra, aludiendo al primer Yankee Reggie Jackson, nombrado "Mr October" (Señor octubre). Después del jonrón Jetter pisó el jom. Presentó lesiones que fueron el factor desarrollado cuando quiso atrapar en el cajón de los fotógrafos un elevado de faul, lo que originó que la lesión se agravará hasta el inicio de la primavera. Jeter bateó .148 en la Serie Mundial. Los Yankees perdieron la Serie Mundial en siete juegos ante los Diamondbacks de arizona.

##### 2002
Jeter bateo .297 con 18 jonrones, 75 carreras producidas, 124 carreras anotadas, 191 hits y 12 bases robadas, el mejor registro en su carrera durante la temporada regular del 2002. Fue líder de las Mayores en porcentaje de bases robadas (91.4%) siendo solo atrapado en tres ocasiones. Hizo su aparición con su quinto Juego de Estrellas. En la postemporada del 2002 los Ángeles de Anaheim, derrotaron a los Yankees en la serie divisional para seguir su camino ganador en la Serie Mundial.

##### 2003
El día de inauguración de la temporada 2003, Jeter se luxó el hombro izquierdo cuando colisionó con el cácher de los Azulejos de Toronto Ken Huckaby en la tercera base. Él estuvo en la lista de lesionados por seis semanas y perdió 36 juegos. El nunca había jugado menos de 148 juegos en sus primeras siete temporadas. Jeter regresó a batear .324, finalizando tercero en el promedio de bateo detrás de Bill Mueller quién bateó .326 y Manny Ramírez quién finalizó segundo.
George Steinbrenner, dueño del equipo, nombró a Jeter capitán de los Yankees el 1° de junio del 2003, siguiendo por ocho temporadas sin un capitán desde el retiró de Don Mattingly en 1995. En la postemporada, Jeter bateó .314 con dos jonrones, cinco carreras producidas y 10 carreras anotadas a través de 17 juegos de playoff, incluidos tres hits en el juego número tres de la Serie Mundial contra los Marlines de Florida - los únicos tres hits que Josh Beckett recibió durante el juego - Jeter cometió un error crucial en el juego número seis que se perdió y los Marlines ganaron la Serie Mundial en seis juegos.

##### 2004: Primer Guante de Oro
Los Yankees adquirieron a Alex Rodríguez de los Rangers de Texas durante la temporada 2003-2004. Rodríguez había ganado dos Premios Guante de Oro como campocorto y fue considerado el mejor campocorto del béisbol. Jeter, quién no ganó un Guante de Oro en ese tiempo, siguió jugando en el campocorto, mientras que Rodríguez fue cambiado a la tercera base. El rango de fildeo de Rodríguez comparado con Jeter, mostraba deficiencia hacia su derecha además que las pelotas se iban de hit a su izquierda, debilidades identificadas por los scouts. La temporada del 2004 se inició con un slump (descenso), dando solo un hit en 36 turnos al bate. En abril bateó .168. Su promedio de bateo llegó a .277 antes del Juego de Estrellas.
Jeter estuvo en el equipo de Estrellas y finalizó la temporada con .292 de promedio de bateo, 23 jonrones, la segunda mejor cifra en su carrera, 78 carreras producidas y 111 carreras anotadas. Y la mejor cifra de dobles con 44 en su carrera, con lo cual rompió el récord de la franquicia de los Yankees en uns temporada para un campocorto, impuesto por Tony Bubek con 38 en 1961. Bateo .316 lidereando al equipo con cuatro carreras producidas cuando los Yankees derrotaron a los Mellizos de Minnesota en el 2004 en la serie divisional. Jeter bateo en esta serie divisional, para .200 con un extrabase, pero los Yankees perdieron la serie por el campeonato de la Liga Americana, en siete juegos antes los Medias Rojas de Boston, después de haber ganado los tres primeros partidos y estar a un paso de la Serie Mundial.
En la duodécima entrada de un juego empatado el 1° de julio del 2004 contra sus rivales, los Medias Rojas de Boston, Trot Nixon dio un batazo elevado hacia la línea izquierda del campo. Jeter corrió desde su posición de campocorto y realizó una atrapada sobre su hombro. Se aventó sobre el lado de la tercera base y a las dos filas de los asientos, teniendo una laceración y una escoriación en su cara. Los Yankees ganaron el juego en la parte alta del 13° inning. Esta jugada fue votada como la Jugada del Año en los Premios del Béisbol que son votados por los aficionados en la red de las Ligas Mayores. Siguiendo la temporada del 2004, Jeter fue presentado con su primer Guante de Oro. La atrapada del 1° de julio fue citada como una razón para el premio. Jeter es el cuarto entre los campocorto en porcentaje de fildeo y en errores, dos estadísticas tradicionales en el campo y que los críticos puntualizan por su bajo rating en las más avanzadas estadísticas, como un factor de rango y zona de rating ultimada...

##### 2005
Jeter fue segundo en carreras anotadas en la Liga Americana con 122 en la temporada del 2005 y fue tercero en ambos al bate (654) y en hits (202) en la liga. Sus críticos continuaron viendo a Jeter como un hábil jugador defensivo, ganando su segundo Guante de Oro consecutivo en el 2005. Orlando Cabrera de los Ángeles, tuvo el porcentaje más alto de fildeo y el más bajo en errores, pero sus votantes notaron que Jeter tenía más asistencias. Jeter bateó .333 durante la serie divisional del 2005 que los Yankees perdieron ante los Ángeles de Anaheim.

##### 2006
Para la temporada del 2006, los Yankees firmaron con Johnny Damon para que jugase como centrocampista y movieron a Jeter para ocupar la segunda posición en la alineación. Durante la temporada del 2006, Jeter dio su hit número 2000 en su carrera, siendo el octavo Yankee en lograrlo. Jeter finalizó la temporada en segundo en bateo con promedio de .343 y en carreras anotadas en 118 en la Liga Americana, tercero en hits con 314 y cuarto en OBP con .417 acudiendo a su séptimo Juego de Estrellas. Jeter bateó .500 con un jonrón en la serie divisional del 2006, incluido un perfecto 5-5 de desempeño en el primer juego, siendo el sexto jugador en dar cinco hits en un juego de postemporada. Pero los Yankees perdieron ante los Tigres de Detroit tres juegos a uno.
Mucha expectación originó Jeter si ganaba el Premio al Jugador Mas Valioso de la Liga Americana para el 2006. en una votación cerrada, Jeter finalizó segundo en la votación con Justin Morneau de los Mellizos de Minnesota. Fue la sexta ocasión en que llegó a los 10 finalistas en la elección del Jugador Más Valioso en once temporadas incluida la del 2006. Perdió el premio de Jugador Más Valioso pero ganó el premio Hank Aaron, que se le otorga al que mayor desempeño tiene en la ofensiva. Ganó también su tercer Guante de Oro consecutivo.

##### 2007
Los Yankees continuaban fallando en las llegadas a los juegos de la postemporada, pero Jeter continúo siendo un consistente contribuyente. Durante la temporada del 2007, Jeter fue tercero en hits en la Liga Americana con 203, su tercera temporada consecutiva y sexta en total, con 200 hits. También finalizó noveno en bateo con un promedio de .322. Fue seleccionado a su octavo Juego de Estrellas. En el campo, participó en 104 dobleplays. Durante la postemporada en la serie divisional, bateó de 3-17 (.176) con una carrera impulsada, cuando los Indios de Cleveland derrotaron a los Yankees.

##### 2008
Jeter dio su hit 400 de su carrera el 22 de junio de 2008 y su jonrón 200 el 12 de julio. Su porcentaje de slugging fue de .410 en la temporada del 2008, el porcentaje más bajo de su carrera desde 1997. Su poder ofensivo fue hacia el alza y después del mes de mayo, tenía un promedio de .322 con .824 de OPS después de junio. Jeter fue elegido para su noveno Juego de Estrellas como campocorto inicial. Terminó la temporada con un promedio de bateo de .300.
Jeter empató el récord de Lou Gehrig en hits en el Yankee Stadium con 1269 con un jonrón al pitcher David Price de las Rays de Tampa Bay el 14 de septiembre de 2008. El 16 de septiembre, rompió el récord contra los Medias Blancas de Chicago y el pitcher Gavin Floyd. Los Yankees fueron eliminados de la postemporada, la única temporada de Jeter en su carrera que no participó en los playoffs. Siguiendo el juego final en la historia del Yankee Stadium, Jeter habló ante la fanaticada de los Yankees, agradeciendo su apoyo, un momento en que los fanáticos votaron como el Momento del Año de la Liga Americana este año entre los premios del béisbol.
"De todos ustedes que están reunidos, es un honor portar este uniforme cada día, venir de afuera y jugar. Cada miembro de esta organización, pasado y presente ha sido llamado a este lugar como el hogar por 85 años. Aquí está la tradición, la historia y los recuerdos. La gran cosa de los recuerdos es que estos pasan de generación en generación. Muchas cosas podrán cambiar el año siguiente y nosotros movernos a través de las calles, pero hay pocas cosas con los Yankees de Nueva York que nunca cambiaran. Estos orgullos, tradición y todo ello, nosotros tenemos los aficionados más grandes del mundo. Donde se guardaran estos recuerdos de este estadio y los nuevos recuerdos agregados que hacemos con el nuevo Yankee Stadium y que continuará al pasar de generación a generación. Queremos tomar este momento para saludarlos, los más grandes fanáticos del mundo".

##### 2009: Quinto y último anillo
Para la temporada del 2009, el mánager de los Yankees Joe Girardi conectó a Jeter y Damon en el orden de bateo, moviendo a Damon al segundo lugar y a Jeter lidereando el roll. Jeter bateó .334, siendo el tercero en la Liga Americana con un .406 de OBP, 18 jonrones, 30 bases robadas en 35 intentos, 107 carreras anotadas y 212 hits (segundo en las Ligas Mayores). Defensivamente Jeter cometió ocho errores, lo más bajo en su carrera y un porcentaje de fildeo de .986, siendo el mejor de su carrera. La suma del Guante de Oro ganado por el primera base Mark Teixeira siguió el ganado por el segunda base Robinson Canó el apoyo hacia su derecha ayudando a Jeter. Durante esta temporada, the Sporting News nombró a Jeter el octavo en u lista de 50 jugadores más grandes del béisbol.
Jeter saludo su coronación en todos los tiempos como líder de hits con los Yankees en el 2009. Jeter tuvo dos sucesos en su carrera, en la segunda mitad de la temporada del 2009. El 16 de agosto contra los Marineros de Seattle, Jeter dio un doblete, una línea al right field para su hit 2675 para un campocorto, rompiendo el récord previo de la Liga en poder de Luis Aparicio. Jeter llegaba a ser el líder de hits de todos los tiempos con los Yankees de Nueva York con 2722, pasando a Lou Gehrig el 11 de septiembre de 2009. El hit fue un sencillo ante el pircher Chris Tillman de los Orioles de Baltimore en el tercer inning.
En la postemporada 2009, Jeter bateó .355 incluido .407 en la Serie Mundial, ganando su quinto campeonato en las Series Mundiaels. Fue elegido por elegida el deportista del año 2009 para Sports Illustraded y ganó el premio Roberto Clemente, el premio Hank Aaron y su cuarto Guante de Oro. Jetter también finalizó tercero en la votación de la Liga Americana para el Jugador Más Valioso, detrás del Mellizo de Minnesota Joe Mauer y de su otro compañero del equipo Mark Texeira y fue también el quinto campeonato para Petit, Posada y Rviera, quienes junto con Jeter formaban el "Coro Cuatro".

##### 2010
En el año 2010, Jeter solo con Posada y Rivera, fue el primer trío de un solo equipo, dentro de las cuatro ligas de deportes profesional ( MLB, NBA, NHL, NFL) en jugar juntos 16 temporadas en el mismo equipo. La temporada 2010, fue estadísticamente la mejor de Jeter en muchos aspectos. El capitán de los Yankees bateó .270 con un .340 OBP y .370 SLG en su carrera que dio más bolas de hits que lo usual. Después que Jeter fue elegido para iniciar el Juego de Estrellas, el regresó con un bateó de .342 en sus últimas 79 veces al bat, después del ajuste que hizo en su swing ayudado por Nick Swisher y Curtis Granderson que aumentaron su producción. Cambió su forma de apoyarse en la pierna izquierda. Siguiendo la temporada, Jeter ganó su quinto Guante de Oro, en donde cometió seis errores durante la temporada, el menor registro en sus 15 temporadas completas.
"Es poderoso cuando cae, pero por todo, es un Yankee de todos los tiempos". Don Zimmer el 13 de septiembre de 2009.

##### 2011
Después de la temporada del 2010, Jeter podía ser agente libre por primera vez en su carrera. A la edad de 36 años, Jeter parecía estar en declive. Joe Sheehan del Baseball Prospects mencionó que Jetter "es bueno pero no grandioso" shortstop y declinaba en su porcentaje defensivo, que podría mejorar si el quería cambiar de posición. Cashman más tarde reconocería que Jeter podría desarrollar su poder si jugada en los jardines. Pero Jeter quería permanecer con los Yankees, con negociasiones tensas y el agente de Jeter, Casey Close que él estaba batallando con los Yankees acerca de las negociaciones contractuales y Cashman, ahora el gerente general del equipo, respondió públicamente que Jeter podría examinar el mercado abierto acerca de su valor, dada su edad. Jeter llegó a un acuerdo con los Yankees mediante un contrato de tres años y 51 millones de dólares con una opción para un cuarto año. Trabajó en la postemporada con Long, ajustando su swing de bateo.
Estos ajustes dejaron frustrado a Jeter, con bateo de .242 en el primer mes de la temporada del 2011. Y como se veía venir, apareció la temporada del 2011 como la continuación del declive de Jeter. Rompió el récord de franquicia del equipo en poder de Rickey Henderson para bases robadas cuando se robó la base número 327 contra los Marineros de Seattle el 28 de mayo de 2011. Tuvo una lesión en junio y estuvo en la lista de lesionados por 15 días, siendo su primer ingreso desde 2003. En ese punto, tuvo un bateo de .260 para la temporada del 2011 con .649 de OPS. Rehabilitado de su lesión en Tampa, Jeter trabajó con su swing con Dembo, su primer mánager en la Liga Menor. Con Dembo, Jeter regresó a los movimientos utilizados en sus días de Liga Menor. Siguiendo de su activación de la lista de lesionados, tuvo un bateo de .326 con .806 OPS en sus últimos 64 juegos de la temporada. Jeter finalizó el año con un promedio de bateo de .297, 6 home runs, 61 carreras impulsadas, 84 carreras anotadas y 16 bases robadas. El le dio crédito a su regreso el trabajo con Denbo. Long reconoció que su atención y ajuste del swing de Jeter, no era por trabajo.
Jeter cruzó el plato después de anotar sus tres mil hits en el 2011, esperando las felicitaciones. El 9 de julio de 2011, Jeter dio su hit número tres mil en su carrera, un home run contra David Price de los Rayos de Tampa Bay. Jeter finalizó el día con cinco hits en cinco veces al bat, el segundo jugador en dar cinco hits en un día donde el llegó a los tres mil hits. (El primero fue Craig Biggio). Los últimos cinco hits de Jeter. uno de ellos le dio el triunfo para ganar el juego. Es el único miembro del club de los tres mil hits, en dar todos sus hits con los Yankees de Nueva York y el único jugador en unirse al club como Yankee. Jeter inicio el segundo juego con tres mil hits en su carrera para un shortstop (el primero desde Honus Wagner). Soplo Ty Cobb, Han Aaron y Robin Yount eran más jóvenes que Jeter el día en que alcanzó los tres mil hits. MLB y HBO produjeron el documental Deter Jeter 3K relacionado con el perfil de parte de sus tres mil hits y transmitido originalmente el 28 de julio de 2011.
Fatigado por el estrés de haber alcanzado la cifra de tres hits en su carrera y queriendo descansar, Jetter optó por no acudir al Juego de Estrellas. Jeter y Posada jugaron sus juegos 1660 junto el 14 de julio de 2011 rompiendo el récord previo de la franquicia de 1659 en poder de Lou Gehrig y Tony Lazzeri. Jeter juega su juego numero 2404 con los Yankees el 29 de agosto de 2011 rompiendo el récord de Mickey Mantle para más juegos jugados como Yankee. Terminó la temporada 2011 con 162 hits, 16 temporadas consecutivas con 150 hits, empatado con Pete Rose como el segundo con más temporadas consecutivas de 150 hits solo detrás de Hank Aaron como récord de las Ligas Mayores. Jeter fue homenajeado con el premio Lou Gehrig el cual se otorga por reconocimiento a proyectos de caridad.

##### 2012
Después de continuar conceptos acerca de su edad, al inicio de la temporada del 2012, vio a Jeter con una racha caliente: bateando para .411 a través de abril. Alex Rodríguez comentó que estaba jugando como en 1999 y Joe Girardi dijo que Jeter parecía un jugador de 25 años. En el Juego de Estrellas del 2012, Jeter llegó a su juego número once, pasando a Mickey Mantle para ser el que más veces asistió a un Juego de Estrellas en la historia de los Yankees. Jeter bateó de 2-1 en el juego, siendo el cuarto de todos los tiempos con .458 de porcentaje entre los jugadores que mínimo tienen 12 apariciones en los Juegos de Estrellas.
Jeter finalizó la temporada del 2012, con más hits en las Ligas Mayores (216). Contra los Rayos de Tampa Bay el 14 de septiembre de ese año, llegó dentro del Top 10 (los 10 mejores) en la lista de hits de todos los tiempos, rebasando a Willie Mays al batear un sencillo dentro del cuadro, su hit 3284 en su carrera. Después de batear .364 en el 2012 en la serie divisional de la Liga Americana, Jeter se fractura la rodilla durante el juego uno del 2012, en la Serie del Campeonato de la Liga Americana, antes los Tigres de Detroit, al tratar de atrapar una pelota elevada, y la lesión terminó su temporada. Jeter recibió cortisona para tratar de mejorar la lesión ósea en su pie izquierdo en septiembre, pero no hubo buenos resultados, por lo cual Jeter fue sometido a cirugía de la rodilla izquierda fracturada el 20 de octubre, con una excelente recuperación de cuatro a cinco meses.

##### 2013
Mientras estaba en el proceso de rehabilitación, Jeter sufrió una pequeña fractura en el área de la rodilla previamente fracturada. Como resultado, Jeter inició la temporada del 2013 en la lista de lesionados. Los Yankees activaron a Jeter el 11 de julio, pero después de jugar un juego, Jeter regresó a la lista de lesionados por una lesión en el cuádriceps. Regresó a la alineación de los Yankees el 28 de julio, dando un Home Run en el primer lanzamiento del pitcher Matt Moore de los Rayos de Tampa Bay. Jeter fue otra vez enviado a la lista de lesionados por 15 días hasta el 5 de agosto debido a una lesión grado I y después de un breve regreso a la alineación, fue enviado por otros 15 días a la lista de lesionados por tercera vez el 11 de septiembre por la rodilla, terminado así su temporada. El 14 de septiembre de 2013 Jeter fue transferido a la lista de lesionados por 60 días. Bateó solo .190 en solo 17 juegos que jugó en la temporada 2013.

##### 2014: Retirada del béisbol
Al término de la temporada, Jeter tuvo una ampliación de contrato con los Yankees por un año, por 12 millones de dólares para temporada del 2014. Pero Jeter anunció en la página de Facebook el 12 de febrero de 2014, que esta temporada, sería la última de su carrera. Durante su temporada final, cada equipo oponente le realizó homenajes que duraron hasta el final en su ciudad, en donde se incluyen donaciones para la caridad, Turn 2 Founder.
Un fan estrechó una firma honorífica de Jeter durante el final de la temporada. El 10 de julio jeter llegó a su juego mil en su carrera, en donde ha dado múltiples hits, siendo el cuarto jugador en hacerlo. Fue elegido como el campocorto inicial en el Juego de Estrellas, bateando para la Liga Americana de 2-2 anotando una carrera y recibiendo dos ovaciones en los cuatro innings que jugó en el Juego de Estrellas del 2004. Como resultado, Jeter tuvo un promedio de bateo de .481 en los Juegos de Estrellas (13-27), siendo rankeado en el quinto lugar de todos los tiempos (entre jugadores con al menos diez veces al bate). A los 40 años, Jeter fue el jugador de mayor edad en dar dos o más hits en un Juego de Estrellas. En julio, Jeter rompió el récord de Omar Vizquel de las Ligas Mayores con 2609 juegos iniciados como campocorto y el récord de la franquicia de Lou Gehrig de 534 dobles. El 17 de julio, Derek anotó 1900 carreras en su carrera siendo el jugador número 10 en la historia de las Ligas Mayores en hacerlo. Jeter pasó a Carl Yastrzemski en el séptimo lugar en la historia de las Ligas Mayores el 28 de julio y el 11 de agosto pasó a Honus Wagner que ocupaba el sexto sitio en la lista de hits de todos los tiempos.
Los Yankees rindieron un homenaje a Jeter con un prejuego como tributo el 7 de septiembre. Iniciando el día del juego, los Yankees tenían sus sombreros y uniformes honrando a Jeter por la temporada. En la semana final de la carrera de Jeter, el comisionado de las Ligas Mayores Bud Seling lo honró como el 15° recipiente como premio de Commisioner's Historic Achievement Award por ser "uno de los más completos shortstop de todos los tiempos".
Durante la serie final de Jeter en el Yankee Stadium, Lousville Slugger el comentarista anunció que ellos querían que fuera retirado el modelo del bat de béisbol "P72", el bat que Jeter utiliza o que fuera vendido bajo el nombre "DJ2" en honor de Jeter. El promedio del precio del boleto para asistir a los juegos finales de Jeter en casa, el 25 de septiembre llegó a valer 830 dólares en el mercado negro para el juego final en el Yankee Stadium. En el último juego final en su casa dio un hit sencillo contra el pitcher de los Orioles Evan Meek para ganar el juego 6-5. Jeter jugó ese juego exclusivamente como bateador designado en la serie final de su carrera. En el Fenway Park de Boston tuvo sus últimos recuerdos como jugador de campocorto mientras en el Yankee Stadium tuvo sus turnos finales al bate y produjo una carrera con un sencillo al infield contra Clay Buchholz, antes de ser sustituido por el corredor emergente Brian McCann. Recibió un rara ovación proveniente de los fanáticos de los Medias Rojas cuando el salió del campo.

## Carrera internacional
En el Clásico Mundial, Jeter inicio como campocorto para el equipo Nacional de los Estados Unidos en la Serie Mundial Clásica del Béisbol en el año 2006. Bateo de 9-21 (.450) y anotó cinco carreras en seis juegos. Solo su compañero de equipo Ken Griffey Jr. (.524) y el cubano Yoandy Garlobo (.480) tuvieron un promedio más elevado de bateo con un mínimo de 20 bvecs al bat (.187) Jeter jugó el campocorto como seleccionado en el equipo. En el Clásico Mundial de Béisbol, Jeter inició otra vez como campocorto. Fue nombrado capitan del equipo de los Estados Unidos dirigidos por el mánager Davey Johnson y bateó 29-8 en ocho juegos (.190) Jeter y los Estados Unidos se enfrentaron a los Yankees en el campo Steinbrenner en un juego de exhibición, la única vez que Jeter jugó contra los Yankees.

## Perfil de jugador

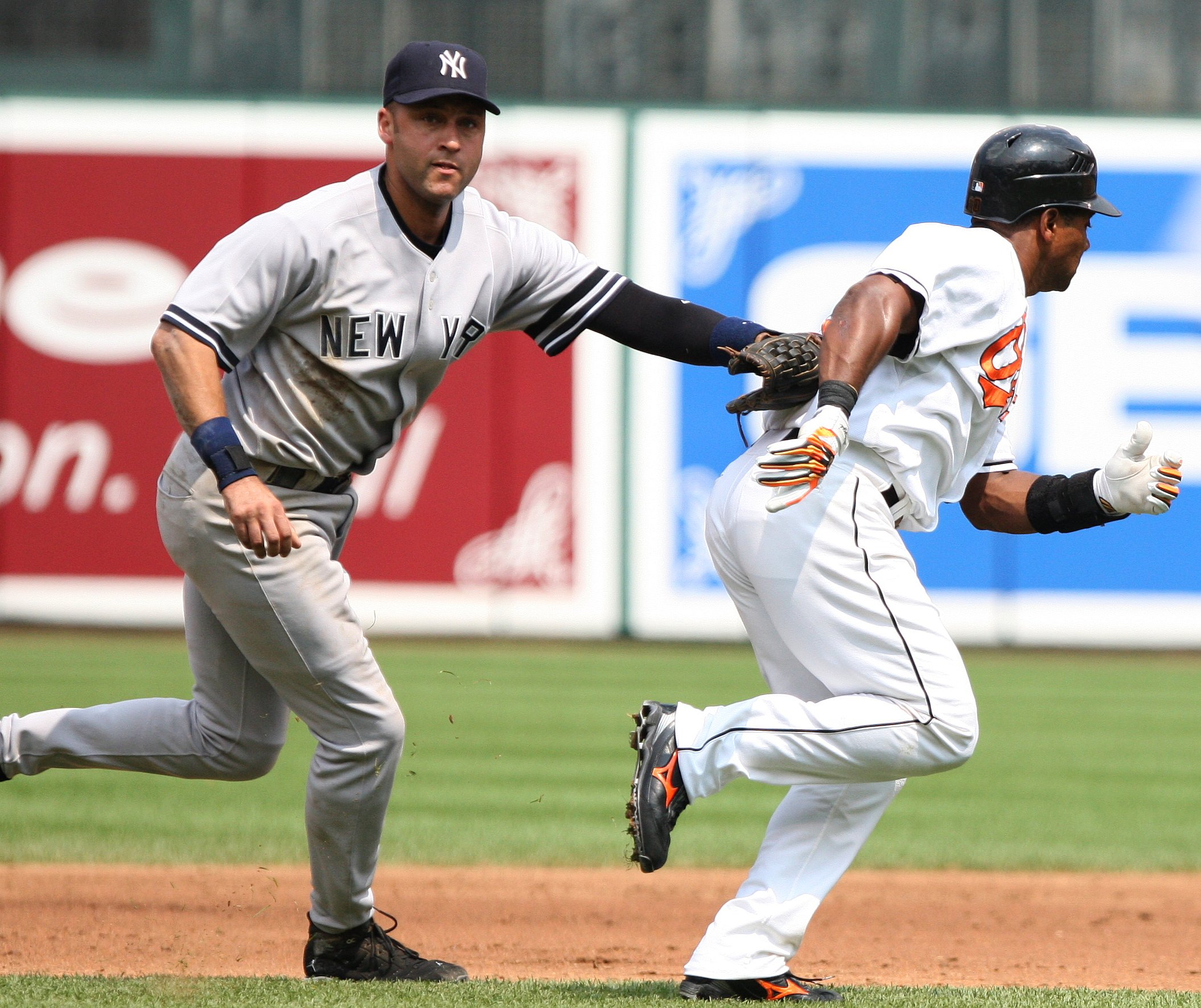
Jeter etiqueta a Miguel Tejada entre la primera y la segunda base contra los Orioles de Baltimore el domingo 29 de julio de 2007 en Camden Yards en Baltimore.

Jeter es considerado uno de los más consistentes jugadores de béisbol de todos los tiempos. Ha jugado 148 juegos en una temporada solo en tres veces de su carrera: Cuando se luxó el hombro el día de la inauguración en el 2003 (119 juegos), cuando se lesionó la cadera en el 2011 (131 juegos) y cuando en el 2013 tuvo un sinnúmero de lesiones (17 juegos) En la temporada del 2010, tuvo un promedio de 194 hits, 118 carreras anotadas y 23 bases robadas en el curso de 152 juegos jugados. Es el sexto en la lista de todos los tiempos en la historia del Béisbol de las Ligas Mayores. Altamente competitivo, Jeter dijo una vez: "Si tú vas a jugar con todo, vas a ganar. Los juegos de béisbol se juegan con todo y odias el perder". Visto como uno de los mejores jugadores de su generación, los periodistas de deportes, creen que Jeter ingresara en el Salón de la Fama en su primera nominación siguiente a su retiro y puede ser selección unánime.
Derek Jeter siempre estuvo listo. Como comúnmente se dice: "mordiendo el pie" en cientos de ocasiones, diciendo cosas y regresando otra vez a ellos. Esto era refrescante. El jugó mostrando una gran calidad en su desempeño lo que le valdría ser elegido a su primera nominación en el Salón de la Fama, por todo lo que había hecho.
Frecuentemente como bateador derecho, depositaba la pelota en el jardín izquierdo, dado que el swing (abanicar) realizado por
Jeter resultó en muchos hits hacia el jardín central y derecho. Igualmente, muchos de sus jonrones fueron sobre el jardín derecho más que sobre el jardín central o izquierdo, dado que su swing tomaba ventaja en el Yankee Stadium en la franja del jardín derecho. Jeter es también conocido por su profesionalismo. En una época en donde los atletas profesionales se ven involucrados en escándalos personales, Jeter tiene el mejor comportamiento de una carrera de alto perfil en la Ciudad de Nueva York, mientras mantuvo un fuerte trabajo ético. Debido a su estilo de jugar, sus oponentes y equipos contrarios lo tienen en alta estima. Un líder en la casa club, Jeter detiene confrontaciones entre los equipos.
Jeter es notable por su desempeño en postemporada y en la obtención de títulos, llamado "Capitán Cluch" y "Mr November" (Señor noviembre) debido a sus actuaciones en los juegos de postemporada. Tiene un porcentaje de bateo de .309 en postemporada y con un premedio de bateo de .321 en las Series Mundiales. Excepto en el 2008, 2013 y 2014, cuando los Yankees estuvieron en postemporada en cada año, Jeter se unió al equipo. Tiene el récord de las Ligas Mayores en postemporada para juegos jugados con 158, apariciones en el home con 734, al bate 650, hits con 200 sencillos, 32 dobles y 5 triples, con 111 carreras anotadas, bases totales de 302 y ponchado en 135 ocasiones. Jeter es tercero en jonrones, cuarto en carreras impulsadas con 61, quinto en bases por bolas con 66 y sexto en bases robadas con 18.
Jeter tiene ganados cinco Guantes de Oro, detrás solo de Omar Vizquel, Ozzie Smith, Luis Aparicio, Dave Concepción y Mark Belanger en el campocorto. Su crédito se debe a que siempre está listo para atrapar la pelota. Una de sus jugadas defensivas mejor desarrolladas es el "jump-throw" el cual realiza frecuentemente hacia la primera base pero haciendo un movimiento hacia la tercera. Después de este tipo de fildeo defensivo, ha sido sujeto a críticas por un número de "sabelotodo" incluido Rob Neyuer y su publicación de prospectos del Béisbol. El libro considerado como la Biblia del Fildeo del año 2006 por John Dewan contiene un ensayo por Bill James en el cual se concluye que Jeter "fue probablemente el jugador mas inefectivo en las Ligas Mayores, en una sola posición" sobre el entorno de su carrera. El estudio del 2008 por la Universidad de Pensilvania encontró del 2002 al 2005, que Jeter fue el shorstop más bajo en defensiva en las Ligas Mayores. Estos dos sitios muestran avanzadas estadísticas defensivas, como FanGraphs.com y FieldinBible.com ratificaron que Jeter mostraron que Jeter estuvo por debajo de la mitad del estatus en el 2010, después de haber recibido su quinto Guante de Oro en esa temporada.
Jeter cometió 18 errores en 2007, el más alto desde que realizó 24 en el 2000. Después de esta temporada, el gerente general de los Yankees Brian Cashman y su personal vieron que Jeter necesitaba mejorar su defensa en su área. A requerimiento de los Yankees, Jeter inició un riguroso entrenamiento para combatir el efecto de la edad, mejorar sus movimientos laterales y responder al primer intento. Jeter tenía el más bajo promedio en la zona última de la Liga Americana para campocortos en el 2007 cerrando la liga con mismo promedio del 2008. Cuando se le preguntó en cuanto a los comentarios de crítica de su defensa, Jeter respondió: "Juego en Nueva York, hombre". Las críticas son parte del juego y tomar las críticas es un reto. Jeter mencionó que muchos factores defensivos no pueden ser calificados. La controversia sobre el fildeo de Jeter fue objeto de debate analizando sus estadísticas y observación de apreciación del mejor método para asesorar la habilidad defensiva del jugador y sus críticas para el ganador del Guante de Oro.

## Vida personal
La vida personal de Jeter ha sido tópico frecuente de los columnistas de revistas de espectáculos y celebridades desde que fue novato del año en 1996. Él tuvo una relación sentimental con la diva del Pop, Mariah Carey de 1997 a 1998. Jeter también tuvo relación con la Miss Universo Lara Dutta, con la cantante Joy Enríquez, la personalidad de televisión Vanessa Minnillo y con las actrices Jordana Brewster, Jessica Biel, Minka Kelly y Hannah Jeter. Jeter es amigo íntimo del cácher de los Yankees Jorge Posada y fue el testigo principal en su boda.
Jeter y la modelo Hannah Jeter, con la que llevaba saliendo desde 2012, se comprometieron en 2015. En julio de 2016, la pareja se casó. En febrero de 2017, Hannah anunció su embarazo. Su primera hija, Bella, nació en agosto de 2017. Su segunda hija, Story, nació en enero de 2019. En diciembre de 2021 nació su tercera hija, River Rose. Su hijo, Kaius Green, nació el 5 de mayo de 2023.
En diciembre de 2002, el dueño de los Yankees George Steinbrenner criticó a Jeter por estar fuera a las 3 de la mañana en una fiesta de su cumpleaños durante la temporada de 2002, diciendo que su estrella del campocorto "no debe de estar confundido" y que "eso no está bien", para él. Los dos incidentes en mayo del 2003 utilizados en un comercial de VISA, son similares al manejo que le dieron Steinbrenner y Billy Martin otrora mánager de los Yankees a un comercial de Miller Lite durante los años 70.
Durante las lesiones que acortaron su temporada del 2013, Jeter arregló una relación comercial con Simon & Scuster para formar una empresa llamada Jeter Publishin. Lo llamó "la impresión azul post carrera". Ha iniciado su publicación con libros no de ficción para adultos, libros de cuadros para niños, grado de ficción elemental y libros para niños que están aprendiendo a leer y pueden dejar las películas y la televisión. El 2 de octubre de 2014, Jeter tuvo un nuevo sitio webside, ThePlayersTribute.com. appered onlin. (La Tribuna del Jugador). Esto fue presentado como una nueva media plataforma la cual presenta la voz infiltrada de atletas profesionales, relacionándose con los fanáticos de los juegos que ellos juegan.

## Figura mediática y negocios
Jeter es filántropo, dado que ha creado Turn 2 Foundation, una organización caricativa en 1996. Inició con ayuda a los niños y adolescentes con problemas de adición al alcohol y consumo de drogas y les ha garantizado que pueden tener un alto aprovechamiento académico. En 2012, Jeter recibió un doctorado honorario de Siena College honrando el trabajo de la fundación. Jeter también ha sido embajador para Weplay, un sitio web designado para apoyar a niños que están desarrollando deportes.
Jeter ha aparecido en campañas de difusión nacional para Nike, Gatorade, Fleet Bank, Ford, VISA, Discover Card, Florsheim, Gillete, Skippy y XM Satellite Radio. Él tiene una colonia endosada de nombre Driven, hecha y distribuida por Avon.  Es también dueño del zapato Jumpman (saltador). Para la conmemoración del año final de Jeter, Jordan hizo un tributo comercial titulado "#RE2PECT", en el cual muchos beisbolistas (como Jon Lester) y celebridades, fanáticos de su rival los Boston Red Sox, lo mostraban como tips en sus gorras.
En el 2006, Jeter fue el segundo más alto en pago por marketing en el béisbol, detrás de Ichiro Suzuki, quién recibipo mucho apoyo en Japón. Rankeado como el jugador de más rentable en el béisbol de acuerdo al Sports Business Surveys en el año 2003, 2005 y 2010. En el 2011 la lista fue encabezada por Jeter de acuerdo a la firma Nielsen el cual lo colocó como el jugador de béisbol más rentable de acuerdos a sus atributos personales como es sinceridad, aprovechamiento, experiencia y de influencia.
Jeter ha aparecido en televisión como actor invitado en Seinfield en el episodio titulado "La Abstinencia" y en Saturday Nigh Live (Sábado en la noche en vivo), en la televisión en donde tuvo una participación en la comedia y variedad del show, en el episodio 7 durante la temporada 27. También tuvo apariciones en el film de comedia Anger Management and The Other Guys. Jeter fue el sujeto de un segmento del 2005 en las noticias de revista de 60 minutos y un episodio del 2014 "Encontrando sus Raíces" en Public Broadcasting Service (PBS) de las series públicas de la televisión. Jeter también apareció como un personaje en la obra de "los Bomberos de Broadway".
Varios videojuegos se han realizado con su imagen incluidos 2K Sports' MLB 2K5, MLB2K6, MLB 2K7, Acclaim Entertainment s All-Star Baseball serie de videojuegos. Aclamado en el entretenimiento de las series de todas las estrellas en juego de video y en la marca Gaemloft un teléfono en donde hay un juego de béisbol profesional de Jeter en el 2008. Está además inmortalizado en Madame Tussaduds Wax Museum (Museo de cera) en Nueva York  y tiene una estatua en Louisville Sugger Museum&Factory en Louisville, Kentucky, sitio en donde se fabrican los bates utilizados en el Béisbol de las Ligas Mayores.

## Premios, récords y logros
Un selecto grupo de invitados se reunió en el Yankee Stadium el 14 de mayo de 2017, para rendirle tributo a Derek Jeter, quién tomó su merecido lugar en el Parque de los Monumentos con el retiro de su camiseta N°2, el último de los uniformes de un solo dígito en el equipo.
Una placa de bronce con el rostro de Jeter también fue desvelada. El ex torpedero es el vigésimo segundo jugador en la historia de la franquicia en ver su número retirado y el primero desde que los puertorriqueños Bernie Williams y Jorge Posada recibieron tal distinción junto a Andy Pettitte durante la campaña 2015.
Después de darle las gracias al fallecido propietario George M. Steinbrenner y a la familia Steinbrenner por haberle dado la oportunidad de pasar toda su carrera en la franquicia. Jeter agradeció a los coaches y a los peloteros que lo acompañaron durante su travesía. También tomó un momento para darle las gracias a los aficionados.
Entre los asistentes, estuvieron sus excompañeros: David Cone, Tino Martínez, Hideki Matsui, Paul O'Neill, Mariano Rivera, Andy Pettitte, Bernie Williams, Gerald Williams. 
También estaba presente el miembro del Salón de la Fama y asesor especial de los Yankees, Reggie Jackson,  el ex jugador y entrenador  Willie Randolph, Dick Groch el scout que firmó a Jeter Y Jean "Soot" Zimmer, la esposa del fallecido entrenador Don Zimmer el popular "Soldadito".
El número 2 de Jeter es el vigésimo primer número retirado por los neoyorquinos pues el N°8 fue retirado por Yogi Berra como por Bill Dickey en 1972. 
| Premio / Reconocimiento                                                                  | Número de veces conseguido | Fecha(s)                     |
| ---------------------------------------------------------------------------------------- | -------------------------- | ---------------------------- |
| AL All-Star                                                                              | 14                         |                              |
| New York Yankees Jugador del                                                             |                            |                              |
| AL Premio Golden Glove (SS)                                                              | 5                          | 2004, 2005, 2006, 2009, 2010 |
| AL Silver Slugger Award (SS)                                                             | 5                          | 2006, 2007, 2008, 2009, 2012 |
| GIBBY Awards Mejor Momento                                                               | 2                          | 2008, 2009                   |
| Hank Aaron Award                                                                         | 2                          | 2006, 2009                   |
| Lou Gehrig Memorial Award                                                                | 2                          | 2010, 2011                   |
| GIBBY Awards Mejor Rendimiento                                                           | 1                          | 2011                         |
| Sporting News All-Decade Team (shortstop)                                                | 1                          | 2009                         |
| Sports Illustrated MLB All-Decade Team (shortstop)                                       | 1                          | 2009                         |
| Roberto Clemente Award                                                                   | 1                          | 2009                         |
| Sports Illustrated Deportista del Año                                                    | 1                          | 2009                         |
| ESPY Awards Mejor jugador de la MLB                                                      | 1                          | 2007                         |
| Inducido al Salón de la Fama de Kalamazoo Central High School Athletic                   | 1                          | 2007                         |
| Baseball Digest Jugador del Año                                                          | 1                          | 2006                         |
| GIBBY Awards Bateador del Año                                                            | 1                          | 2006                         |
| Baseball America 1st-Team Major League All-Star (SS)                                     | 1                          | 2006                         |
| GIBBY Awards Jugador del Año                                                             | 1                          | 2004                         |
| Players Choice Award Novato del Año                                                      | 1                          | 2004                         |
| The Sporting News "Good Guy in Sports" Award                                             | 1                          | 2002                         |
| ESPY Awards Best Play ESPY Award                                                         | 1                          | 2002                         |
| Babe Ruth Award                                                                          | 1                          | 2000                         |
| All-Star Game Most Valuable Player Award                                                 | 1                          | 2000                         |
| World Series Most Valuable Player Award                                                  | 1                          | 2000                         |
| Joan Payson Award for Community Service                                                  | 1                          | 1997                         |
| AL Rookie of the Year                                                                    | 1                          | 1996                         |
| International League All-Star                                                            | 1                          | 1995                         |
| Florida State League All-Star                                                            | 1                          | 1994                         |
| Florida State League Most Valuable Player                                                | 1                          | 1994                         |
| Baseball America Minor League Player of the Year                                         | 1                          | 1994                         |
| The Sporting News Minor League Player of the Year                                        | 1                          | 1994                         |
| Topps/NAPBL Minor League Player of the Year                                              | 1                          | 1994                         |
| New York Yankees Minor League Player of the Year                                         | 1                          | 1994                         |
| South Atlantic League All-Star                                                           | 1                          | 1993                         |
| South Atlantic League's Best Defensive Shortstop, Most Exciting Player, Best Infield Arm | 1                          | 1993                         |
| American Baseball Coaches Association High School Player of the Year                     | 1                          | 1992                         |
| USA Today High School Player of the Year                                                 | 1                          | 1992                         |
| Gatorade High School Athlete of the Year                                                 | 1                          | 1992                         |

### Estadísticas destacadas
| - Líder de la Liga - Singles (1997, 1998) - Runs scored (1998) - Hits (1999, 2012) | - Mejores 10 de la Liga - Hits (1997–2002, 2004–2007, 2009, 2012) - Runs scored (1997–2006, 2009, 2012) - Batting average (1998–2001, 2003–2007, 2009, 2012) - Total bases (1999) - AL MVP voting (1997–2001, 2003–2009) - AL hitters (1997, 1999–2000, 2003, 2009) |